# Австрійська Рив'єра

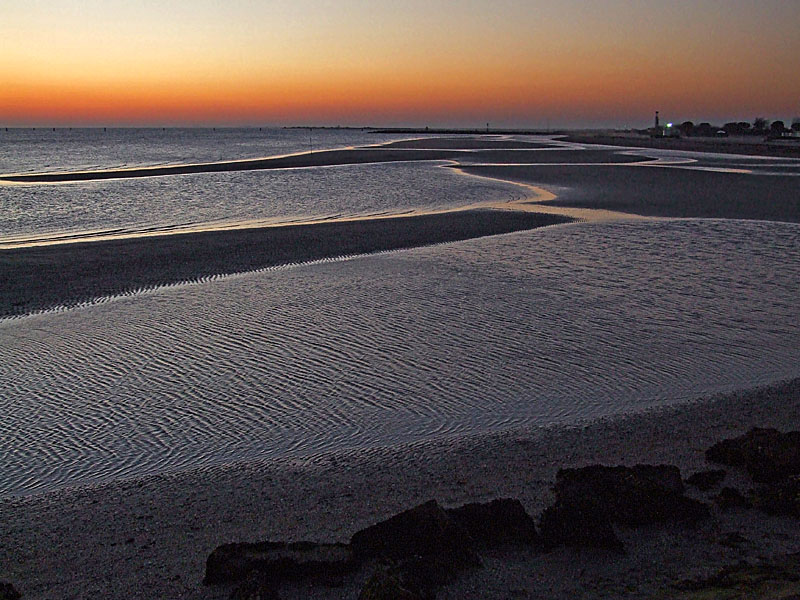
Берег Адріатичного моря біля Градо.

Австрійська Рив'єра (нім. Österreichische Riviera, італ. Riviera Austriaca, словен. Avstrijska riviera, хорв. Austrijska riviera) — прибережна смуга колишнього Австрійського Примор'я, землі Габсбурзької корони, які до 1921, тягнулися вздовж північно-східного узбережжя Адріатики.
Австрійська Рив'єра охоплювала прибережні райони прилеглих до портового міста Трієст (словен. Trst). Істрійське південне узбережжя Трієсту є частиною гірської системи Крас з численними дрібними прибережними островами (наприклад, Бріуни) і тепер є частиною італійського муніципалітету Муггія (словен. Milje) і на півдні є частиною Словенії і Хорватії. Берег на північ від Трієсту частково скелястий, і частково піщаний, з островом Градо. Він зараз є частиною автономного регіону Італії — Фріулі-Венеція-Джулія. Узбережжя має чарівний пейзаж і цілорічний м'який клімат.
За часів Стародавнього Риму на цьому терені було засновано Акуїлею. 
У Середньовіччі, велика частина узбережжя, мало венеційські поселення. У 1382 році, італійський Трієст був приєднаний до Габсбурзької монархії, яка контролювала велику частину внутрішніх районів, а більшість малих прибережних рибальських селищ залишалися частиною Венеційської республіки.
Трієст перетворився на важливий порт і центр торгівлі і в 1719 здобув статус вільного порту і на далі розвивався як основний торговельний порт і центр суднобудування Габсбурзької Австрії. У 1815 році, після наполеонівських війн, всі прибережні села стали частиною нової Австрійської імперії. Завершення будівництва Австрійської Південної залізниці Відень — Трієст в 1857 році не тільки сприяло подальшому розвитку торгівлі між двома містами, але й принесло верхній клас віденського суспільства до м'яких зим Рив'єри.
Трієст перетворився на місто-космополіт, його відвідували художники, музиканти, поети і письменники з усієї Австрійської імперії (згодом Австро-Угорщини) та інших частин Європи. Найближчі прибережні міста і села перетворилися на улюблені місця відпочинку для багатих і відомих.
У 1850 році Лошинь стала літньою резиденцію імператорської сім'ї Габсбургів, а в 1860 році, замок Мірамаре було завершено для ерцгерцога Максиміліана.
У 1883 році пляж курорту на острові Бріуни було створено, а в 1904 році Австрійський журнал Рив'єра (Österreichische Riviera Zeitung ) було вперше опубліковано в Пулі.
У 1921 році, після Першої світової війни Австрійська Рив'єра стала частиною Італії і була відрізана від деяких з своїх внутрішніх районів. У 1920-х  роках була спроба відродити Австро-Італійську Рив'єру, але пишність її розквіту зникла. Французька та Італійська Рив'єри в західному Середземномор'ї перехопили ініціативу.
У 1945 р. Трієст, разом з невеликою ділянкою прилеглого узбережжя став незалежною Вільною територією Трієст. У 1954 році, Вільна територія була розділена між Італією та Югославією. Трієсті, Градо, Систіана і Муггія відійшли до Італії.

## Інше
Під час Холодної війни федеральна земля Каринтія в Австрії, розпочала називати район озера Вертерзе «Австрійською Рив'єрою».